# Soloviivka, Verhnodniprovsk
Soloviivka (în ucraineană Солов`ївка) este un sat în comuna Vodeane din raionul Verhnodniprovsk, regiunea Dnipropetrovsk, Ucraina.

## Demografie
Componența lingvistică a localității Soloviivka
     Ucraineană (90,48%)
     Rusă (9,52%)
Conform recensământului din 2001, majoritatea populației localității Soloviivka era vorbitoare de ucraineană (90,48%), existând în minoritate și vorbitori de rusă (9,52%).